# Юхас, Густав
Густав Юхас (рум. Gusztáv Juhász; 19 декабря 1911, Тимишоара — 20 января 2003, Нью-Йорк, Нью-Йорк) — румынский футболист, игравший на позиции полузащитника, в частности, за клубы «Орадя» и «Венус», а также национальную сборную Румынии. По завершении игровой карьеры — тренер.
Чемпион Румынии и чемпион Венгрии.

## Клубная карьера
Родился 19 декабря 1911 года в городе Тимишоара. Воспитанник футбольной школы клуба «Кинезул». Взрослую футбольную карьеру начал в 1930 году в основной команде того же клуба, отыграл один сезон.
С 1931 по 1933 год играл в составе клубов «РГМ Тимишоара» и «Ювентус» (Бухарест).
Своей игрой привлёк внимание представителей тренерского штаба клуба «Орадя», к составу которой присоединился в 1933 году. Отыграл за клуб следующие шесть сезонов своей игровой карьеры. В течение 1939—1940 годов защищал цвета столичного клуба «Венус», завоевал титул чемпиона Румынии.
В 1940 году вернулся в клуб «Орадя». В этот раз провёл в его составе ещё четыре сезона. Всё это время клуб после Второго венского арбитража выступал под флагом Венгрии, и назвался «Нагиварад», вместе с клубом он выиграл один чемпионский титул.
С 1945 года клуб «Орадя» вновь стал румынским, и стал называться «Либертатеа Орадя», Юхас защищал его цвета до прекращения выступлений на профессиональном уровне в 1948 году, с паузой в 1946—1947 годах когда он был в состав клуба «Кришана-ЧФР» (Орадя).

## Выступления за сборную
В 1934 году дебютировал в официальных матчах в составе национальной сборной Румынии. В течение карьеры в национальной команде, продолжавшейся 7 лет, провёл в её форме 21 матч.
Присутствовал в заявке сборной на чемпионате мира 1934 года в Италии, но на поле не выходил.

## Карьера тренера
Начал тренерскую карьеру, ещё продолжая играть на поле, в 1947 году, возглавив тренерский штаб клуба «Орадя».
В 1950 году стал главным тренером клуба «Орадя», тренировал команду два года.
В течение тренерской карьеры также возглавлял команды клубов «Эксплозиви» и «Динамо» (Орадя).
Последним местом тренерской работы был клуб «Кришул» (Орадя), главным тренером команды которого Густав Юхас был с 1966 по 1973 год.
Умер 20 января 2003 года на 92-м году жизни в городе Нью-Йорк.

## Титулы и достижения
- Чемпион Румынии (1):

«Венус»: 1939—1940
- Чемпион Венгрии (1):

«Нагиварад»: 1943—1944